# Kermit (Wirginia Zachodnia)
Kermit – miasto w Stanach Zjednoczonych, w stanie Wirginia Zachodnia, w hrabstwie Mingo.